# 안드로이드 클라우드 투 디바이스 메시징
Android Cloud to Device Messaging (일반적으로 클라우드 투 디바이스 메시징 또는 C2DM으로 지칭)은 구글이 개발하고 구글 클라우드 메시징 서비스로 대체된 서비스 종료된 모바일 알림 서비스이다. 개발자가 서버에서 안드로이드 애플리케이션 및 크롬 확장 프로그램으로 데이터를 전송할 수 있게 했다. C2DM은 원래 2010년에 출시되었으며 안드로이드 버전 2.2부터 사용할 수 있었다. 2012년 6월 27일, 구글은 C2DM을 대체하기 위한 구글 클라우드 메시징 서비스를 공개하며, 인증 및 전송 개선, 새로운 API 엔드포인트 및 메시징 매개변수, API 속도 제한 및 최대 메시지 크기 제거 등을 이유로 들었다. 구글은 2012년 8월 C2DM 서비스의 공식적인 사용 중단을 발표하고, 개발자가 새 서비스로 마이그레이션하는 데 도움이 되는 문서를 공개했다. C2DM 서비스는 기존 애플리케이션에 대해 2015년 10월 20일에 중단되었고 완전히 종료되었다.

## 기술 세부 사항
C2DM 서비스는 보안과 신뢰성을 유지하는 데 필요한 하위 서비스와 인터페이스로 구성되었다. 애플리케이션이 C2DM 메시지 및 데이터에 등록하면 서비스로부터 C2DM 등록 ID를 받았다. 이 식별자는 해당 장치의 애플리케이션에 고유하며, 데이터 또는 메시지 요청이 의도된 장치를 식별하는 데 사용되었다. 이 식별자는 일반적으로 클라이언트 애플리케이션에 의해 개발자 또는 제작자가 소유한 서버로 추적 및 통계 목적으로 전송되었다. 데이터 또는 푸시 요청을 보낼 때, 서버는 C2DM 인증 서비스에 인증 요청과 장치의 C2DM 등록 ID를 전송했고, 성공 시 인증 토큰으로 응답했다. 그런 다음 제3자 서버는 두 식별자를 최종 데이터 요청 내에 제출하여 장치로 큐에 추가되고 전송되도록 했다. 장치가 C2DM에서 정보를 수신하면 요청은 C2DM 큐에서 제거되었다.

## 구글 클라우드 메시징 서비스로의 마이그레이션
구글 클라우드 메시징 서비스 발표 직후, 구글은 애플리케이션 개발자가 C2DM에서 새 서비스로 마이그레이션하는 데 도움이 되는 문서를 게시했다. 서비스로의 마이그레이션은 SDK 및 코드 변경뿐만 아니라 다운로드 및 업데이트를 위해 게시 저장소(구글 플레이 등)에 애플리케이션 업데이트를 릴리스해야 했다. C2DM과 구글 클라우드 메시징 서비스는 서로 호환되지 않았다. 한 서비스를 사용하여 다른 서비스를 사용하는 클라이언트 앱에서 수신 및 처리되도록 데이터 요청을 보낼 수 없었다. 마이그레이션은 개발자가 운영하는 제3자 서버에서도 변경이 필요했다(전송되는 데이터에 대한 복잡성과 사용 사례에 따라 다름).